# Jessica Lindell-Vikarby
 Jessica Lindell-Vikarby (Huddinge, 7 februari 1984) is een Zweedse voormalig alpineskiester. Ze nam driemaal deel aan de Olympische Winterspelen, maar behaalde geen medaille.

## Carrière
Lindell-Vikarby maakte haar wereldbekerdebuut in oktober 2002 tijdens de reuzenslalom in Sölden. Op 26 januari 2009 behaalde ze haar eerste overwinning in een wereldbekerwedstrijd tijdens de super G-wedstrijd in Cortina d'Ampezzo.
Op de Olympische Winterspelen 2006 eindigde Lindell-Vikarby op de 8e plaats in de combinatie. Vier jaar later, in Vancouver, was ze opnieuw van de partij op de Olympische Spelen. Als beste resultaat liet ze een 22e plaats in de supercombinatie optekenen.

## Resultaten

### Titels
Zweeds kampioene reuzenslalom - 2007, 2008
Zweeds kampioene super G - 2006, 2008
Zweeds kampioene afdaling - 2006, 2008

### Wereldkampioenschappen
| Jaar | Plaats                 | Resultaten                                                    |
| ---- | ---------------------- | ------------------------------------------------------------- |
| 2003 | Sankt Moritz           | 8e Combinatie 13e Super G 17e Reuzenslalom 25e Afdaling       |
| 2005 | Bormio                 | 6e Afdaling 11e Combinatie 28e Super G DNF Reuzenslalom       |
| 2007 | Åre                    | 19e Supercombinatie 28e Reuzenslalom 34e Super G DNF Afdaling |
| 2009 | Val d'Isère            | 12e Super G                                                   |
| 2011 | Garmisch-Partenkirchen | 7e Reuzenslalom 14e Super G DNS1 Supercombinatie              |
| 2013 | Schladming             | 13e Reuzenslalom 15e Super G                                  |
| 2015 | Vail/Beaver Creek      | Reuzenslalom                                                  |

### Olympische Spelen
| Jaar | Plaats    | Resultaten                                                    |
| ---- | --------- | ------------------------------------------------------------- |
| 2006 | Turijn    | 8e Combinatie 18e Afdaling 18e Reuzenslalom 24e Super G       |
| 2010 | Vancouver | 22e Supercombinatie 26e Super G 30e Afdaling 31e Reuzenslalom |
| 2014 | Sotsji    | 7e Reuzenslalom DNF1 Super G                                  |

### Wereldbeker
Eindklasseringen
| Seizoen   | Algm | AD  | RS     | SG  | SC  |
| --------- | ---- | --- | ------ | --- | --- |
| 2002/2003 | 52e  | 25e | 32e    | 53e | 9e  |
| 2004/2005 | 65e  | 24e | 38e    | -   | -   |
| 2005/2006 | 34e  | 19e | 31e    | 32e | 9e  |
| 2006/2007 | 67e  | 52e | 27e    | 34e | 42e |
| 2007/2008 | 32e  | 52e | 19e    | 15e | 27e |
| 2008/2009 | 24e  | 37e | 33e    | 6e  | 33e |
| 2009/2010 | 49e  | 41e | 33e    | 23e | 22e |
| 2010/2011 | 48e  | 46e | 37e    | 17e | 31e |
| 2011/2012 | 18e  | -   | 10e    | 10e | -   |
| 2012/2013 | 34e  | -   | 8e     | 26e | -   |
| 2013/2014 | 11e  | -   | Zilver | 33e | -   |
| 2014/2015 | 60e  | -   | 18e    | -   | -   |

Wereldbekerzeges
| Datum           | Plaats            | Onderdeel    |
| --------------- | ----------------- | ------------ |
| 26 januari 2009 | Cortina d'Ampezzo | Super G      |
| 1 december 2013 | Beaver Creek      | Reuzenslalom |